# Le Jardin des Hespérides (film)
Pour plus de détails, voir Fiche technique et Distribution.
Le Jardin des Hespérides est un film français réalisé par Jacques Robiolles et sorti en 1976.

## Fiche technique
- Titre : Le Jardin des Hespérides
- Réalisation : Jacques Robiolles
- Scénario : Jacques Robiolles
- Décors et costumes : Josée Paley et Jacques Robiolles
- Son : Alain Lachassagne
- Musique : Josée Paley et Jacques Robiolles
- Montage : Françoise Belleville
- Production : Nordia Films - Les Films Hustaix
- Pays d'origine :  France
- Durée : 90 minutes
- Date de sortie : France - 30 juin 1976

## Distribution
- Sébastien Grall
- Chantal Paley
- Jacques Robiolles
- Stanislas Robiolles
- Marie-France
- Josépha Micard
- Gilles Roy

## Sélection
- Festival de Cannes 1975 (Perspectives du cinéma français)[1]